# DelNS1-2019-nCoV-RBD-OPT
DelNS1-2019-nCoV-RBD-OPT je kandidat za vakcinu protiv kovida 19 koju je razvila kompanija Beijing Wantai Biological.

## Opis studije
Sažetak studije
Istražiti profil sigurnosti i imunogenosti nove ispitne vakcine u spreju za nos, koja je potencijalna profilaktička vakcina za trenutnu pandemijsku bolest kovid 19.
Detaljan opis studije
Ovo je randomizirana, dvostruko slepa, placebom kontrolirana studija koja se sastoji od dva dela (deo eskalacije doze i deo proširenja doze), a svaki volonter će biti pozvan da se pridruži samo jednom delu. Trajanje svakog dela je oko jedne (1) godine, uključujući skrining, doziranje i naknadne posete.

## Dizajn studije[5]
| Tip studije                          | Interventno (kliničko ispitivanje) |
| Procenjeni broj ispitanika           | 115 učesnika |
| Izbor ispitanika                     | Nasumično |
| Interventni model                    | Paralelni zadatak |
| Maskiranje                           | Četvorokrevetni (učesnik, pružalac njege, istražitelj, procjenitelj ishoda) |
| Primarna svrha                       | Prevencija |
| Zvanični naslov                      | Faza 1, randomizirana, dvostruko slepe, placebom kontrolisana studija o eskalaciji doze i proširenju doze za procenu sigurnosti i imunogenosti DelNS1-nCoV-RBD LAIV za kovid 19 kod zdravih odraslih osoba |
| Stvarni datum početka studije        | 29. mart 2021 |
| Procenjeni datum primarnog završetka | septembar 2022 |
| Predviđeni datum završetka studije:  | septembar 2022 |

## Spoljašnje veze
|  | Molimo Vas, obratite pažnju na važno upozorenje u vezi sa temama iz oblasti medicine (zdravlja). |